# ایشیکاواجیما نی-۲۰
ایشیکاواجیما نی-۲۰ (به انگلیسی: Ishikawajima Ne-20) یک موتور هواگرد ساختِ کارخانهٔ آی‌اچ‌آی در کشور ژاپن است.